# إتوري تشيريزولي
إتوري تشيريزولي (بالإيطالية: Ettore Ceresoli)‏ هو منافس ألعاب قوى إيطالي، ولد في 11 أبريل 1970 في Romano di Lombardia ‏ في إيطاليا.

## وصلات خارجية
- إتوري تشيريزولي على موقع الاتحاد الدولي لألعاب القوى (الإنجليزية)
- إتوري تشيريزولي على موقع الاتحاد الإيطالي لألعاب القوى (الإيطالية)